# شوت بوکسینگ

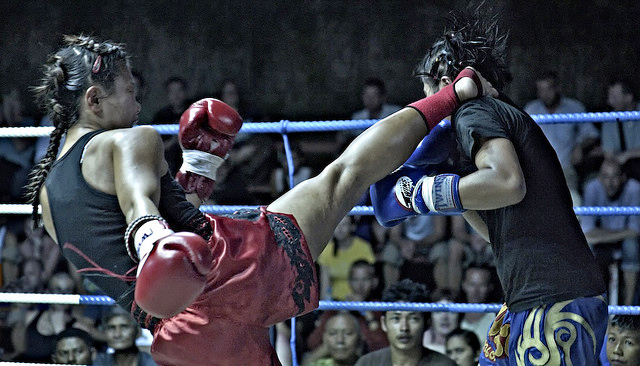
نمایی از نبرد «شوت بوکسینگ» دو زن - ۲۰۱۰

شوت بوکسینگ (به ژاپنی: シュートボクシング) نوعی هنر رزمی مدرن ژاپنی است. شوت بوکسینگ به طور معمول مشابه کیک بوکسینگ به شمار می آید که مبارزین اجازهٔ استفاده از لگد، مشت و تکنیک‌های پرتابی و قفل‌کننده را دارند. این ورزش در دوران اوج محبوبیت ورزش‌های رزمی در ژاپن به سال ۱۹۸۵ توسط سزار تاکشی با ایجاد تحول در ورزش شوتو شکل گرفت.